# Rață cu ciuf brună
Rața cu ciuf brună (Netta erythrophthalma) este o specie de rață, membră a genului Netta. Există două subspecii, rața sud-americană (sudică) N. e. erythrophthalma (Wied-Neuwied, 1833) și rața africană (sudică) N. e. brunnea (Eyton, 1838). Are o arie de răspândire fragmentată și se găsește din Columbia, Venezuela, Brazilia, Ecuador, Peru, Bolivia și Argentina până în Chile. Aici se întâlnește într-o mare varietate de ape dulci puțin adânci cu vegetație scufundată, din zonele joase până la 3.700 de metri.

## Taxonomie
Două specimene sintip de Nyroca brunnea Eyton (Monogr. Anat., 1838, p.161., pl.23.) se află în colecțiile de zoologie vertebrată⁠(d) ale National Museums Liverpool⁠(d) la World Museum⁠(d), cu numerele de acces NML-VZ D832 (mascul adult) și NML-VZ D832a (femelă adultă). Exemplarele au fost colectate în Africa de Sud și au ajuns în colecția națională din Liverpool prin intermediul colecției lui Thomas Campbell Eyton⁠(d) și al celui de-al 13-lea conte de Derby⁠(d), care a fost lăsată moștenire orașului Liverpool. Există alte două exemplare, inclusiv NHMUK 1845.7.6.271, în Muzeul de Istorie Naturală din Tring⁠(d).

## Galerie

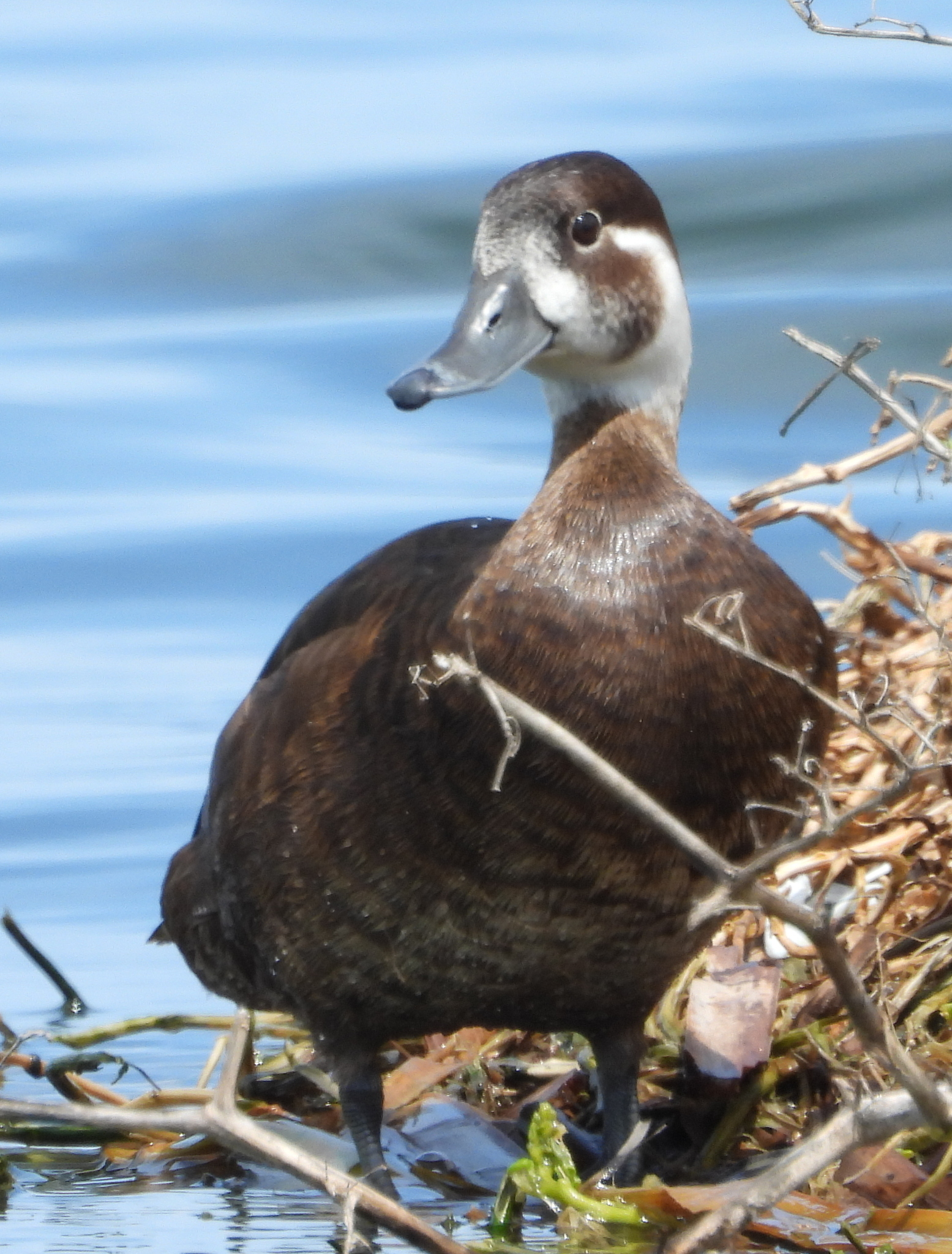
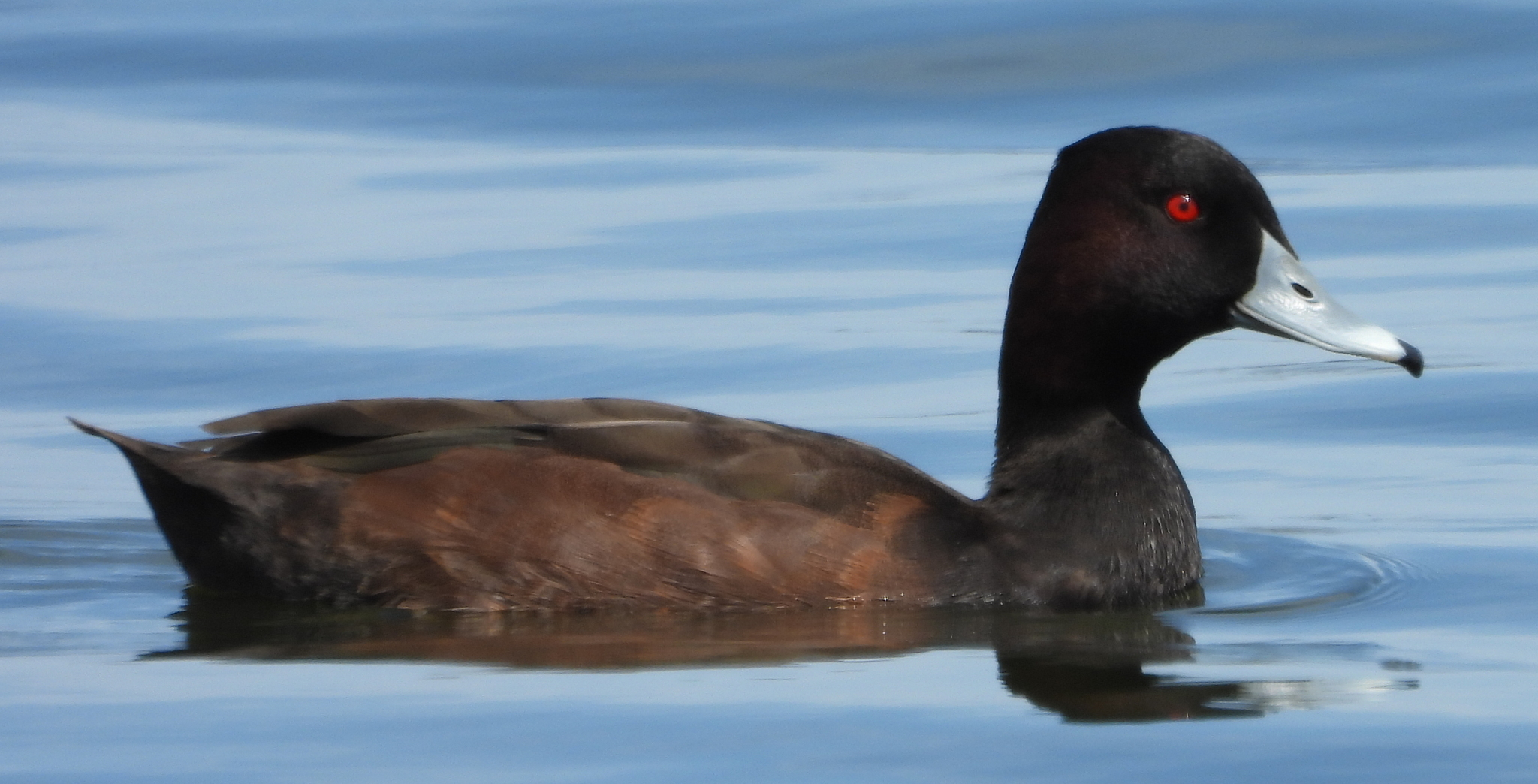
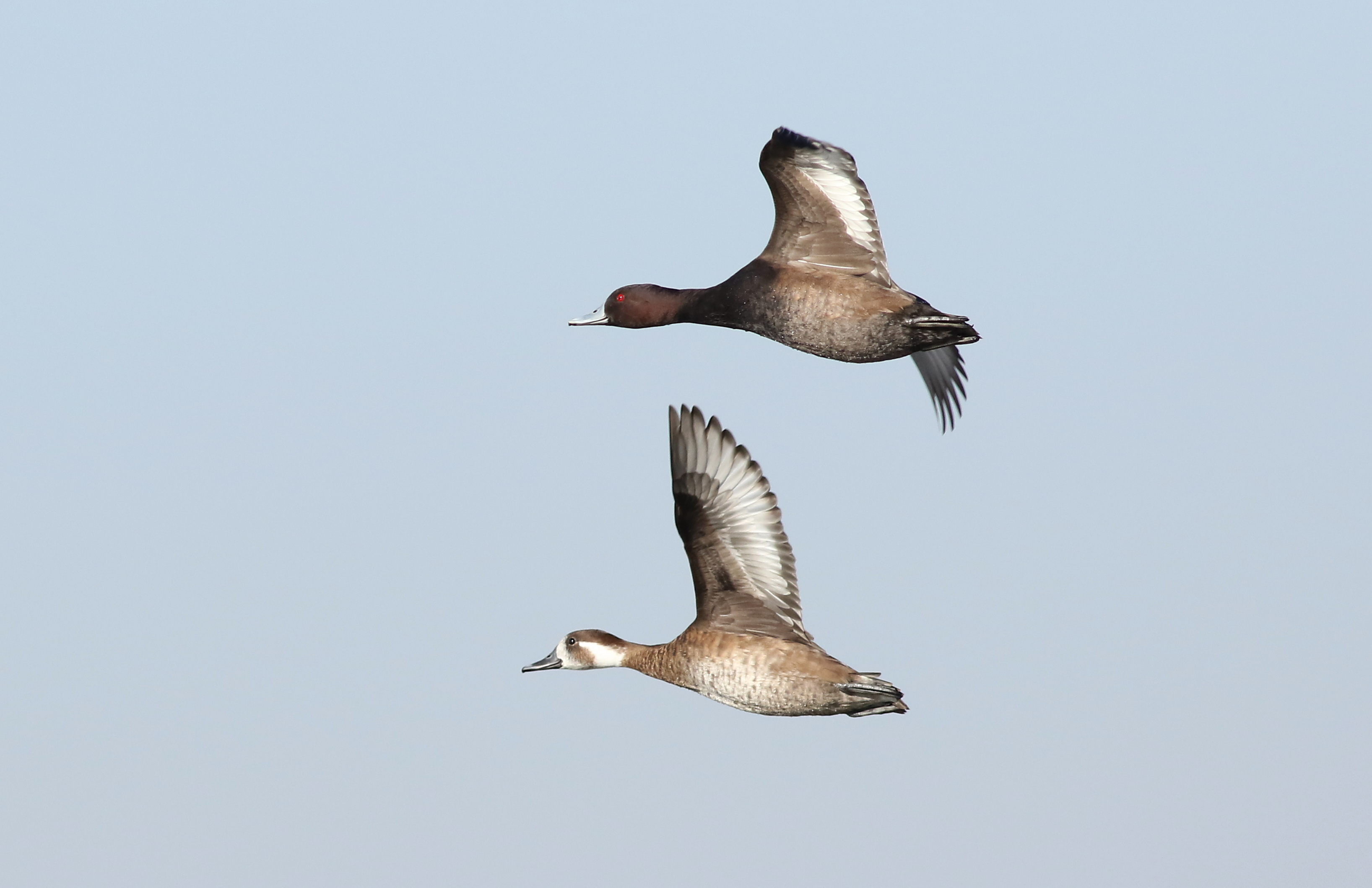